# Дёрен белый
Кизил белый (лат. Córnus álba) — вид растений в диком виде произрастающий в Сибири, входящий в род Кизил (Cornus) семейства Кизиловые (Cornaceae), листопадный кустарник. Встречается под синонимичными названиями дёрен белый, свиди́на бе́лая, теликрания белая (лат. Thelycrania alba) или сви́да белая (лат. Swida alba).
Близок североамериканскому виду Cornus sericea (свидине шелковистой, или отпрысковой), от которого отличается прямостоячими побегами (у американского вида они сильно нагибаются к земле и часто укореняются верхушкой), голубовато-белыми плодами (у другого вида плоды чисто-белые), а также эллиптическими косточками в плодах (у свидины шелковистой косточки почти шаровидные). Свидина шелковистая часто образует непроходимые заросли. Культивируется в Европе, в том числе в Европейской России, нередко дичает.

## Этимология
Латинский видовой эпитет alba означает «белый».
В народе растение называют: глог, дрёмка, жидовник, пёсья смерть, повойник, свидовник.

## Ботаническое описание
Сильноветвистый листопадный энтомофильный кустарник до 3 м высотой.
Ветви голые тонкие гибкие прямые, к старости дуговидно изогнутые. Цвет коры кораллово-красный, реже красно-бурый или чёрно-красный. Наиболее яркая кора у молодых побегов. Молодые побеги обычно с сизым налетом.
Листья супротивные, 2-10 см длиной и 1-7 см шириной, на черешках около 1 см длиной, с тремя — пятью выделяющимися дуговидными жилками. Листовая пластинка эллиптической или широкоэллиптической формы, цельнокрайная, с обеих сторон покрыта коротким прижатым (иногда немного отстоящим) опушением, сверху тёмно-зелёная, снизу сизоватая. Существуют культурные формы с вариегатностью.
Цветки собраны в густые щитки 3-5 см в диаметре на концах ветвей. Цветоножки покрыты густым прижатым сероватым и немногочисленным длинным рыжеватым опушением. Чашечка с острыми короткими (0,1-0,3 мм длиной) зубцами широкотреугольной формы. Венчик с четырьмя белыми лепестками широколанцетной формы, 4-5 мм длиной.
Плоды — ягодовидные костянки, незрелые — синеватые, при созревании — голубовато-белые, сплюснутые. Косточка косоэллиптическая, утончающаяся к концам.
Дёрен белый относится к быстрорастущим, газостойким кустарникам. Довольно теневынослив, но хорошо растёт и при полном освещении.

## Распространение и экология
Естественный ареал — от северо-запада (Двино-Печорский регион) и центра (Ладожско-Ильменский, Верхневолжский, Волжско-Камский регионы) Европейской части России на западе до Дальнего Востока и Японии. Вне России — на севере Монголии и Китая, в Корее, на островах Японии. Зимостоек в условиях средней полосы России, зона USDA 3.
Теневынослив. Устойчив к дыму, промышленным газам и пыли. Нетребователен к почве, но предпочитает наносные плодородные свежие или даже сырые почвы берегов рек и ручьев. После рубки образует обильную поросль от разветвленных корней. Размножается семенами и корневыми отпрысками. Осенний посев дает всходы в первую весну, а весенний — лишь через 1—2 года.

## Значение и применение
Кора содержит таннины. Твёрдая древесина пригодна на мелкие поделки, а прутья на плетеные изделия. Плоды поедаются медведями, утками-крохалями. Семена богаты сильногорючим зеленоватым маслом.
Медоносное растение. Посещается медоносными пчелами для сбора нектара и пыльцы. Продуктивность сахара 100 цветками в Хабаровском крае 40 мг. При сплошном произрастании продуктивность мёда 50—65 кг/га.
Декоративный кустарник, культивируемый в садах и парках, в городском озеленении. В культуру растение введено в 1741 году. Часто дичает, семена легко разносятся птицами. В Белоруссии свидина белая внесена в «Чёрную книгу растений».
Высаживают вблизи дорог, а также для закрепления берегов различных водоемов и в полезащитных лесополосах. Используют для создания живых изгородей.
Сортов более 20. Селекцией дёрена занимаются в основном в Германии. Наиболее часто культивируется форма с желтовато-белой каймой на листьях, известная под названием Cornus alba var. argenteomarginata Rehder, 1940.
По состоянию на апрель 2023 года «Награду за выдающиеся садовые качества» Королевского садоводческого общества Великобритании имели следующие сорта:
- Ауреа ('Aurea')[14] — среднеразмерный культивар с желтоватыми листьями и красноватыми побегами.
- Айвори Хало ('Ivory Halo') (описание отсутствует)
- Сибирика Вариегата ('Sibirica Variegata')[15] — культивар с красными побегами и листьями с кремово-белой каймой.

Ранее, в июле 2017 года, в списке награжденных культиваров фигурировали также
- Элегантиссима ('Elegantissima')[17] — листья сизовато-зелёные с широкой белой каймой, осенью розовеющие. Побеги вишнёвого цвета, маленькие белые цветки.
- Сибирика ('Sibirica')[18] — ярко-красные стебли, кремовые цветы.
- Шпета ('Spaethii')[19] — краснеющие зимой побеги и пёстрые листья с жёлтыми краями.

Другие культивары:
- Cornus alba 'Kesselringii' — быстро разрастающийся кустарник с красноватыми побегами летом и черно-фиолетовыми зимой, осенняя листва яркая, красных и пурпурных тонов.
- Cornus alba 'Bloodgood' — крупномерный сорт до 2,5 м высотой с тонкими прямостоячими ярко-красными побегами и осенней листвой оранжевых, желтых и красных тонов.
- Cornus alba 'Ruby' — тонкие прямостоячие побеги зеленовато-оранжевые в нижней части, к верхушке — краснеющие. Осенние листья винно-красного тона.
- Cornus alba 'Wintersun' — среднеразмерный сорт, побеги зеленые летом и оранжево-красные зимой. Листья зеленые при роспуске, выраженно желтоватые во второй половине лета, желтые, оранжевые и винно-красные осенью.
- Cornus alba 'Gouchaultii' — молодые побеги краснеющие зимой, листья пестрые, с широкой желтовато-кремовой каймой и легким розовым тоном.
- Cornus alba 'Siberian Pearls' — относительно компактный сорт, редко превышающий 1,8 м в высоту и в диаметре. Молодые побеги краснеют зимой, осенние листья ярко-красные и пурпурные. Культивар отличается обильным плодоношением с большим количеством кремово-белых соцветий весной и белых ягод осенью.

## Галерея
- WWT London Wetland Centre, сентябрь
- Побеги
- Цветки
- Плоды
- Пестролистный сорт
- Сорт 'Spaethii'
- Сорт 'Sibirica'
- Сорт 'Elegantissima'
- Сорт 'Elegantissima'

## Таксономия
Cornus alba L., 1767, Mantissa Plantarum 40.
Вид Кизил белый относится к роду Кизил (Cornus) семейства Кизиловые (Cornaceae) порядка Кизилоцветные (Cornales). Кладограмма в соответствии с Системой APG IV по состоянию на декабрь 2023 года:
|  |                                      |  |                                   |                                   |                     |  | ещё 6 семейств | ещё 6 семейств |             |  |  |  | еще 58 подтвержденных видов и 31 вид, ожидающих подтверждения |
|  |                                      |  |                                   |                                   |                     |  | ещё 6 семейств | ещё 6 семейств |             |  |  |  | еще 58 подтвержденных видов и 31 вид, ожидающих подтверждения |
|  |                                      |  |                                   | порядок Кизилоцветные             |                     |  |                |                | род Кизил   |  |  |  |                                                               |
|  |                                      |  |                                   | порядок Кизилоцветные             |                     |  |                |                | род Кизил   |  |  |  |                                                               |
|  | отдел Цветковые, или Покрытосеменные |  |                                   |                                   | семейство Кизиловые |  |                |                | Кизил белый |  |  |  |                                                               |
|  | отдел Цветковые, или Покрытосеменные |  |                                   |                                   | семейство Кизиловые |  |                |                |             |  |  |  |                                                               |
|  |                                      |  | ещё 63 порядка цветковых растений | ещё 63 порядка цветковых растений |                     |  |                | еще 2 рода     | еще 2 рода  |  |  |  |                                                               |
|  |                                      |  |                                   | ещё 63 порядка цветковых растений |                     |  |                |                | еще 2 рода  |  |  |  |                                                               |

### Синонимы
- Cornus alba f. argenteomarginata (Rehder) Schelle
- Cornus alba f. gouchaultii (Carrière) Rehder
- Cornus alba f. rosenthalii Schwer.
- Cornus alba f. sibirica (Lodd. ex Loudon) Geerinck
- Cornus alba f. spaethii (Späth) Schelle
- Cornus alba subsp. tatarica (Mill.) Wangerin
- Cornus alba var. albomarginata Burv.
- Cornus alba var. argenteomarginata Rehder
- Cornus alba var. gouchaultii (Carrière) Rehder
- Cornus alba var. kesselringii (E.Wolf) Rehder
- Cornus alba var. marginata G.Paul
- Cornus alba var. rutokensis Miyabe & T.Miyake
- Cornus alba var. sibirica Lodd. ex Loudon
- Cornus alba var. spaethii Späth
- Cornus dichotoma Raf.
- Cornus hessei Koehne
- Cornus mas var. nana Dippel
- Cornus pumila Koehne
- Cornus purpurea Tausch
- Cornus sibirica Lodd.
- Cornus sibirica (Lodd. ex Loudon) Loudon
- Cornus sibirica var. aureaspaethii Pynaert
- Cornus sibirica var. gouchaultii Carrière
- Cornus sibirica var. kesselringii E.Wolf
- Cornus spaethii G.Nicholson
- Cornus subumbellata Komatsu
- Cornus tartarica Mill.
- Cornus tatarica var. sibirica (Lodd. ex Loudon) Koehne
- Swida alba (L.) Opiz
- Swida alba var. argenteo-marginata (Rehder) Moldenke
- Swida alba var. sibirica (Lodd. ex Loudon) P.D.Sell
- Swida hessei (Koehne) Soják
- Swida pumila (Koehne) Soják
- Swida subumbellata (Komatsu) Holub
- Thelycrania alba (L.) Pojark.